# العلاقات اليونانية الجورجية
العلاقات اليونانية الجورجية هي العلاقات الثنائية التي تجمع بين اليونان وجورجيا.

## مقارنة بين البلدين
هذه مقارنة عامة ومرجعية للدولتين:
| وجه المقارنة                                              | اليونان                                                                             | جورجيا                          |
| --------------------------------------------------------- | ----------------------------------------------------------------------------------- | ------------------------------- |
| المساحة (كم2)                                             | 131.96 ألف                                                                          | 69.70 ألف                       |
| عدد السكان (نسمة)                                         | 10.76 مليون                                                                         | 3.72 مليون                      |
| الكثافة السكانية (ن./كم²)                                 | 81.54                                                                               | 53.37                           |
| العاصمة                                                   | أثينا، نافبليو                                                                      | تبليسي، كوتايسي                 |
| اللغة الرسمية                                             | لغة يونانية، اليونانية الديموطيقية ‏                                                 | اللغة الجورجية، اللغة الأبخازية |
| العملة                                                    | يورو، دراخما، فينيكس يوناني ‏                                                        | لاري جورجي                      |
| الناتج المحلي الإجمالي (بليون دولار)                      | 200.29 مليار                                                                        | 15.16 مليار                     |
| الناتج المحلي الإجمالي (تعادل القوة الشرائية) بليون دولار | 285.45 مليار                                                                        | 35.68 مليار                     |
| الناتج المحلي الإجمالي الاسمي للفرد دولار أمريكي          | 18.00 ألف                                                                           | 3.79 ألف                        |
| الناتج المحلي الإجمالي للفرد دولار أمريكي                 | 26.85 ألف                                                                           |                                 |
| مؤشر التنمية البشرية                                      | 0.865                                                                               | 0.754                           |
| رمز المكالمات الدولي                                      | +30                                                                                 | +995                            |
| رمز الإنترنت                                              | .gr                                                                                 | .ge، .გე ‏                       |
| المنطقة الزمنية                                           | توقيت شرق أوروبا، ت ع م+02:00، ت ع م+03:00، توقيت شرق أوروبا الصيفي ‏، أوروبا/أثينا ‏ | ت ع م+04:00                     |

## مدن متوأمة
في ما يلي قائمة باتفاقيات التوأمة بين مدن يونانية وجورجية:
- ترتبط آرغوس مع محمية المدينة ومتحف متسخيتا باتفاقية توأمة.
- ترتبط نيكايا مع كوتايسي باتفاقية توأمة.
- ترتبط بيرايوس مع باطوم باتفاقية توأمة منذ 1985.
- ترتبط فولوس مع باطوم باتفاقية توأمة منذ 2007.
- ترتبط أثينا مع تبليسي باتفاقية توأمة منذ 18 سبتمبر 1991.

## منظمات دولية مشتركة
يشترك البلدان في عضوية مجموعة من المنظمات الدولية، منها:
| علم المنظمة | اسم المنظمة                             | تاريخ انضمام اليونان | تاريخ انضمام جورجيا |
| ----------- | --------------------------------------- | -------------------- | ------------------- |
|             | اتفاقية السماوات المفتوحة               | ?                    | ?                   |
|             | يونسكو                                  | 4 نوفمبر 1946        | 7 أكتوبر 1992       |
|             | الفريق المعني برصد الأرض                | ?                    | ?                   |
|             | مؤسسة التمويل الدولية                   | 26 سبتمبر 1957       | 29 يونيو 1995       |
|             | مجلس أوروبا                             | 9 أغسطس 1949         | 27 أبريل 1999       |
|             | مؤسسة التنمية الدولية                   | 9 يناير 1962         | 31 أغسطس 1993       |
|             | منظمة التجارة العالمية                  | 1995                 | 14 يونيو 2000       |
|             | منظمة الأمن والتعاون في أوروبا          | 25 يونيو 1973        | 24 مارس 1992        |
|             | المنظمة الأوروبية لسلامة الملاحة الجوية | 1988                 | 2012                |
|             | الاتحاد البريدي العالمي                 | ?                    | ?                   |
|             | الاتحاد الدولي للاتصالات                | 1866                 | 7 يناير 1993        |
|             | منظمة التعاون الاقتصادي للبحر الأسود    | ?                    | 25 يونيو 1992       |
|             | الأمم المتحدة                           | 25 أكتوبر 1945       | 31 يوليو 1992       |
|             | البنك الدولي للإنشاء والتعمير           | 27 ديسمبر 1945       | 7 أغسطس 1992        |
|             | المنظمة الهيدروغرافية الدولية           | ?                    | ?                   |

## أعلام
هذه قائمة لبعض الشخصيات التي تربطها علاقات بالبلدين:
- أنزور كافازاشفلي (لاعب كرة قدم جورجي، 19 يوليو 1940[19] – )
- أوماري تيترادزه (لاعب كرة قدم روسي، 13 أكتوبر 1969[20] – )
- تينا كانديلاكي (10 نوفمبر 1975[21] – )
- جورجي كانديلاكي (ملاكم جورجي، 10 أبريل 1974 – )
- جيك تساكاليديس (10 يونيو 1979 – )
- كاخي كاخياشفيلي (ربّاع يوناني، 13 يوليو 1969 – )

## وصلات خارجية
- موقع وزارة الخارجية اليونانية
- موقع وزارة الخارجية الجورجية